# لالیسا (ترانه)
«لالیسا» (انگلیسی: Lalisa) نخستین تک‌آهنگ انفرادی رپر و خواننده تایلندی لیسا عضو بلک‌پینک گروه دخترانه کره جنوبی است. این ترانه توسط وای‌جی انترتینمنت در ۱۰ سپتامبر ۲۰۲۱ به عنوان تک‌آهنگ آغازین نخستین آلبوم تک‌آهنگ او با همین نام منتشر شد. متن ترانه توسط تدی پارک، بکو بوم و ۲۴ نوشته شده‌است.